# فويكوفي (كريم)
فويكوفي (Войкове) هي مدينة في مقاطعة كريم في أوكرانيا.
يبلغ عدد سكانها حوالي 4129 نسمة.